# Drapeau du Commonwealth
Le drapeau du Commonwealth est le drapeau officiel utilisé par et représentant le Commonwealth des Nations.
Sa conception actuelle date de 2013, modification d'une conception adoptée en 1976.
Le drapeau se compose du symbole du Commonwealth en or centré sur un fond bleu : ce symbole est composé d'un globe, représentant la nature mondiale du Commonwealth, entouré de 34 rayons représentant l'ensemble de ses membres, disposés en forme de « C » pour Commonwealth,.

Ancien drapeau du Commonwealth (1976-2013).